# Canal 6 de Julio, la guerrilla fílmica
Canal 6 de Julio: la guerrilla fílmica (Comunicación alternativa, documental y autogestión) es un libro publicado en 2008 en conmemoración al vigésimo aniversario de la fundación de Canal 6 de Julio, en el cual se narra su historia y se abordan temas como la cobertura realizada por el Canal a la historia política de México, su forma de trabajo y la manera en que se ha relacionado con la libertad de prensa.
De acuerdo a Carlos Mendoza, el libro es también una autocrítica por parte de los integrantes del Canal:

"El libro no pretende ser un acto auto celebratorio. Quisimos hacer un texto autocrítico. Si bien estamos satisfechos, no nos sentimos tan orgullosos. Creemos que hay mucho por mejorar y hacer en este proyecto"
Carlos Mendoza

Esta obra cuenta el análisis de escritores y analistas políticos, tales como Carlos Montemayor, José Reveles, Carlos Monsiváis, Miguel Ángel Granados Chapa, entre otros.